# Birgu

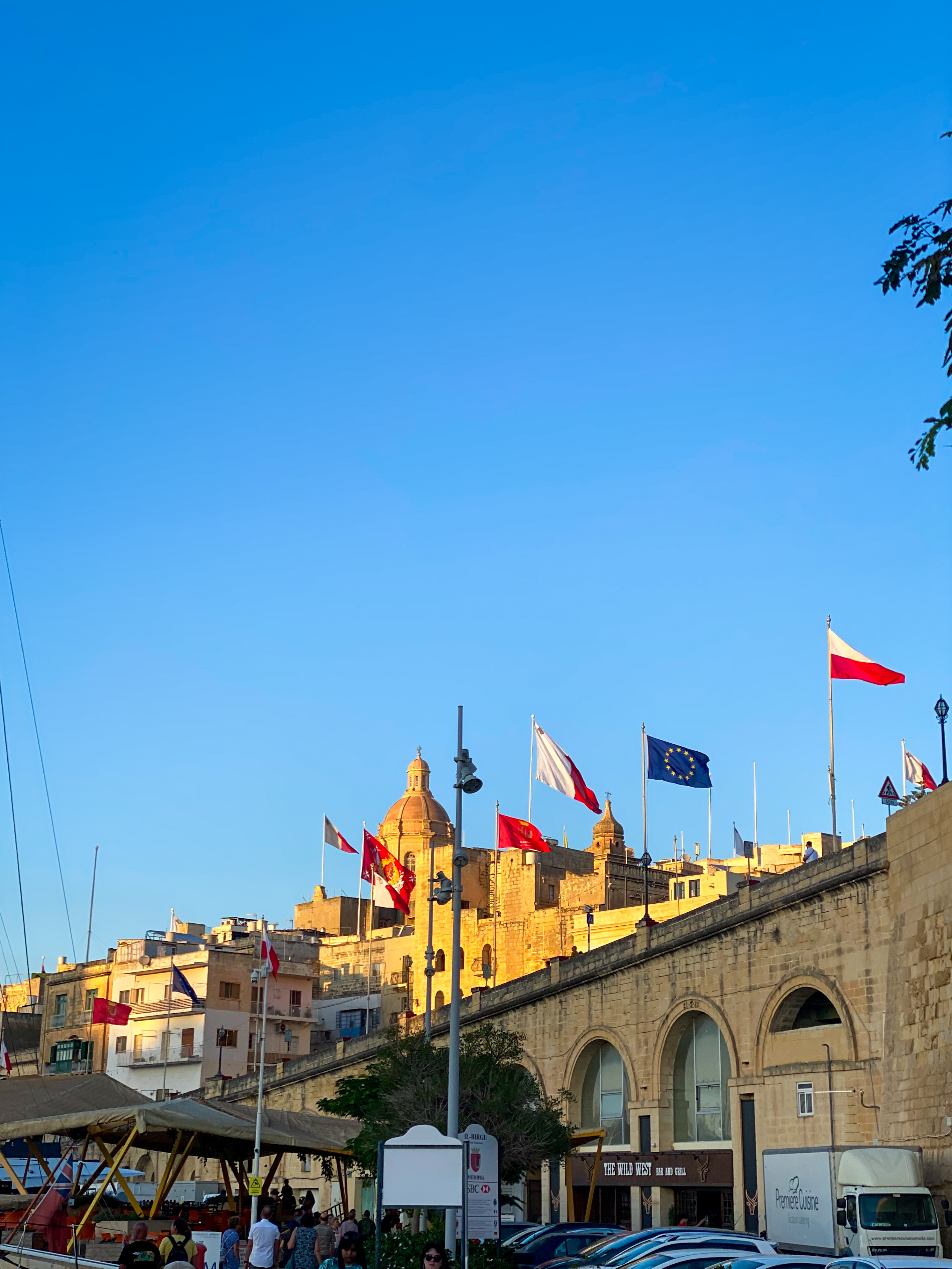
Birgu strand på hösten 2023.

Birgu (maltesiska: Il-Birgu), är en liten stad och kommun på Malta. När riddarna anlände till Malta 1530 gjorde de Birgu till sin huvudstad eftersom det låg vid kusten och den tidigare huvudstaden Mdina var placerad inne i landet. Staden spelade en viktig roll under belägringen av Malta 1565. Efter belägringen kallades staden även Città Vittoriosa, italienska för "den segerrika staden". Belägringen visade dock att staden var sårbar för angrepp, varför Valletta började anläggas 1566 och sedermera tog över rollen som huvudstad.